# Minamiōsumi
Minamiōsumi (南大隅町, Minamiōsumi-chō) est un bourg du district de Kimotsuki, dans la préfecture de Kagoshima, au Japon.

## Géographie
Le cap Sata, point le plus méridional de l'île de Kyūshū, se trouve au sud de Minamiōsumi.

### Démographie
Au 1er novembre 2014, la population de Minamiōsumi s'élevait à 7 716 habitants répartis sur une superficie de 213,61 km2.

## Histoire
La création du bourg de Minamiōsumi date de 2005 après la fusion des anciens bourgs de Nejime et Sata.